# Quatsino Sound
Le Quatsino Sound est un secteur composé d'entrées côtières, de baies et d'îles situées au nord-ouest de l'île de Vancouver en Colombie-Britannique dans le district régional de Mount Waddington.

## Description
Le Quatsino Sound s'étend à l'est de l'océan Pacifique. Le phare de Quatsino sur l'île de Vancouver marque son entrée. Près de son entrée, du côté nord, se trouve le grau de Forward Inlet, qui se divise en plusieurs criques plus petites, dont Winter Harbor et le village de Winter Harbor. La baie de Koskimo et le port de Koprino sont situés plus à l'est. L'île Drake, qui porte le nom du juge Montague Tyrwhitt-Drake, se trouve près de son extrémité orientale. 
La ville de Port Alice se situe près de Neroutsos Inlet (en). À l'est de l'île Drake, le Quatsino Narrows relie l'extrémité est de Quatsino Sound à Holberg Inlet et au plus petit Rupert Inlet. Quatsino Narrows est un courant de marée (également connu en Colombie-Britannique sous le nom de Skookumchuck (ceb)), avec des courants atteignant 9 nœuds (17 km/h ; 10 mph) pendant la marée montante.